# Laurac
Laurac ist eine kleine französische Gemeinde mit 180 Einwohnern (Stand 1. Januar 2022) im Département Aude in der Region Okzitanien. Lange Zeit trug Laurac den Beinamen Le Grand; bis ins 14. Jahrhundert hinein war es der Hauptort des Lauragais.

## Lage
Laurac liegt etwa 70 Kilometer (Fahrtstrecke) südöstlich von Toulouse bzw. etwa 40 Kilometer westlich von Carcassonne. Etwa 13 Kilometer nördlich befindet sich Castelnaudary; Fanjeaux liegt 13 Kilometer südöstlich.

## Bevölkerungsentwicklung
| Jahr      | 1968 | 1975 | 1982 | 1990 | 1999 | 2004 | 2016 |
| Einwohner | 153  | 123  | 118  | 140  | 124  | 145  | 172  |

Im 18. und 19. Jahrhundert hatte Laurac etwa 600 bis 700 Einwohner; zu Beginn des 20. Jahrhunderts waren es noch etwa 400.

## Wirtschaft
Das Lauragais (auch Pays de Cocagne = 'Schlaraffenland' genannt) war im Mittelalter und in der frühen Neuzeit durch den Anbau, die Weiterverarbeitung und den Handel mit Färberwaid (pastel) sehr wohlhabend geworden; doch mit dem Aufkommen von Indigo, welches vor allem in den Kolonien Amerikas gedieh, schmolz der Reichtum dahin. Heute lebt der Ort hauptsächlich von der Feldwirtschaft (Weizen, Mais) und ein wenig vom Tourismus.
Laurac hat Anteil am Weinbaugebiet Malepère, welches Rot- und Roséweine mit geschützter Herkunftsbezeichnung (AOC) hervorbringt.

## Geschichte

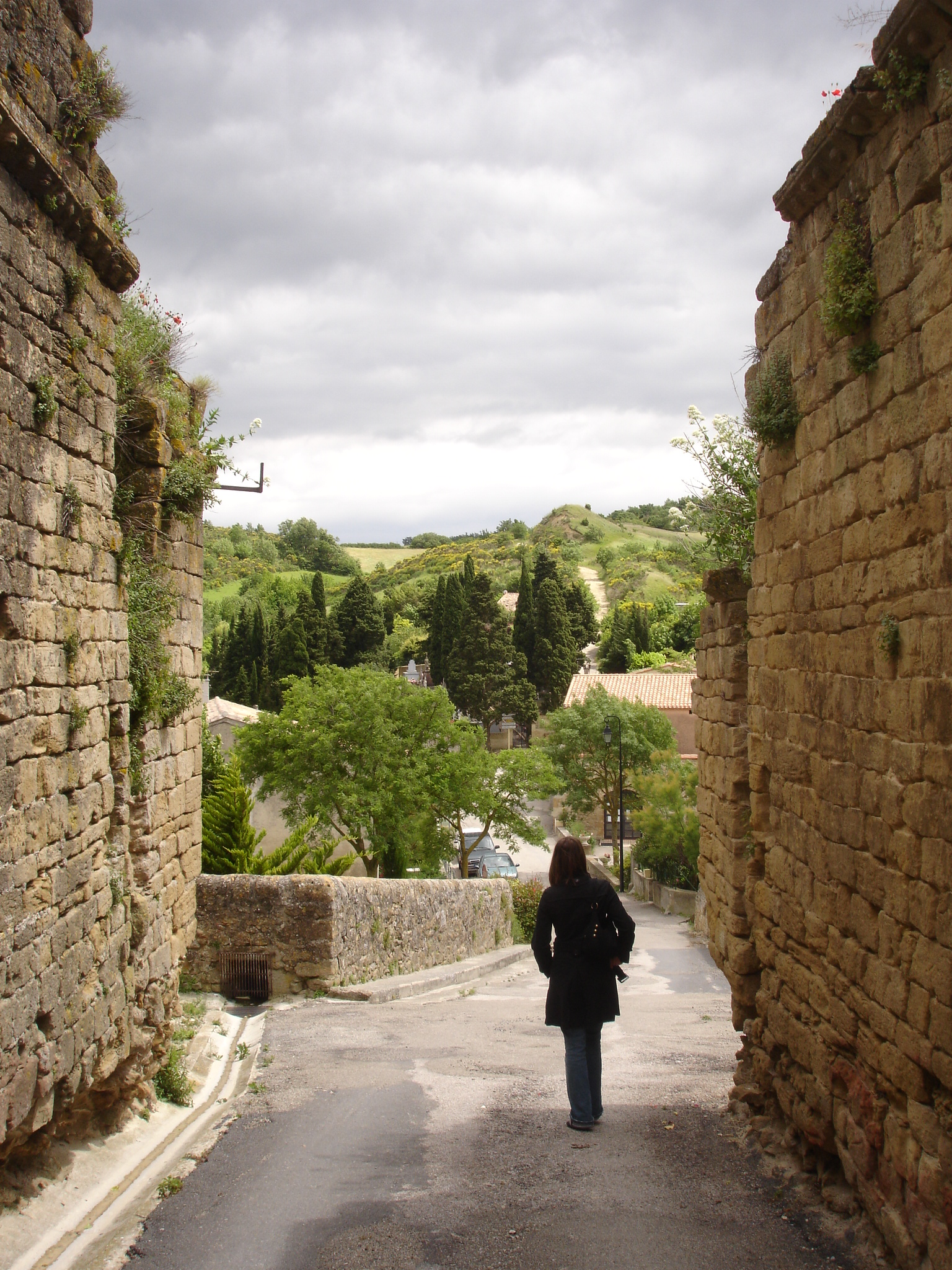
Laurac – Seitenmauern des Haupttors

Die Geschichte einer befestigten Höhensiedlung (castrum) reicht möglicherweise bis in die gallorömische Zeit zurück; für das 8. Jahrhundert gilt deren Existenz als gesichert. Im Mittelalter gehörten der Ort und seine Burg zur Vizegrafschaft Carcassonne, später dann zur Grafschaft Toulouse.
Im ausgehenden 12. Jahrhundert war Laurac ein Zentrum der Katharerbewegung. Blanche de Paracol (später Blanche de Laurac) und ihr Gemahl Sicard de Laurac hatten sechs Kinder, von denen Géraude de Lavaur und Aimery de Montréal im Jahre 1211, also im Verlauf des Albigenserkreuzzugs, von den Truppen Simon de Montforts getötet wurden.
Raimund VI., Graf von Toulouse, trat die Herrschaft über das Lauragais an, übergab Laurac im Jahre 1226 jedoch in die Hände des französischen Königs Ludwig IX., der es unverzüglich Bernard-Othon de Niort, dem Enkel von Blanche und Sicard de Laurac anvertraute. Dieser verstärkte und vergrößerte die Stadtbefestigungen (remparts) und verschaffte dem Ort eine letzte kurze Blütezeit.
Seit dem ausgehenden Mittelalter verschwand die ehemalige Bedeutung von Laurac allmählich zugunsten von Castelnaudary und Saint-Papoul.

## Sehenswürdigkeiten
- Die wichtigste Sehenswürdigkeit von Laurac ist die beinahe kreisförmige Anlage des Orts, die noch an das frühmittelalterliche castrum erinnert. An den Außenseiten haben sich noch Teile der mittelalterlichen Stadtmauern erhalten.
- Die Pfarrkirche (Église Saint-Laurent) stammt im Wesentlichen aus dem 13. Jahrhundert; sie steht an der höchsten Stelle und somit inmitten des Orts. Hochaufragende Außenmauern mit hochliegenden Fensteröffnungen verleihen ihr das Aussehen einer Wehrkirche. Das Kircheninnere ist einschiffig mit einem geraden Chorschluss; das Langhaus hat nur einen hölzernen Dachstuhl, der durch einen steinernen Bogen abgetrennte Chorbereich ist dagegen rippengewölbt. Zur Ausstattung gehören ein romanisches Triumphkreuz, einige Renaissance-Skulpturen (darunter eine Pietà) und ein Altar aus weißem Marmor.

## Persönlichkeiten
- Bernard-Othon de Niort (* um 1201; † um 1245), Katharer, Ritter, Faydit